# Æ̑
Cette page contient des caractères spéciaux ou non latins. S’ils s’affichent mal (▯, ?, etc.), consultez la page d’aide Unicode.
Æ̑ (minuscule : æ̑), ou Æ brève inversée, est un graphème utilisé dans la transcription du proto-indo-européen et dans la romanisation du l'alphabet arabe. Il s'agit de la lettre Æ diacritée d'une brève inversée.

## Utilisation
Le journal Zeitschrift für die alttestamentliche Wissenschaft utilise le æ brève inversé pour translittérer le signe diacritique səḡôl ‹  ֶ › de l’alphabet hébreu.
Le æ brève inversé est utilisé dans la transcription phonétique du croate par certains auteurs, comme August Kovačec, pour une voyelle antérieure très ouverte avec un accent long descendant.

## Représentations informatiques
Le Æ brève inversée peut être représenté avec les caractères Unicode suivants :
- décomposé (latin de base, diacritiques) :

| formes    | représentations | chaînes de caractères | points de code | descriptions                                          |
| --------- | --------------- | --------------------- | -------------- | ----------------------------------------------------- |
| majuscule | Æ̑               | Æ◌̑                    | U+00C6 U+0311  | lettre majuscule latine æ diacritique brève renversée |
| minuscule | æ̑               | æ◌̑                    | U+00E6 U+0311  | lettre minuscule latine æ diacritique brève renversée |